# Рівердейл (Джорджія)
Рівердейл (англ. Riverdale) — місто (англ. city) в США, в окрузі Клейтон штату Джорджія. Населення — 15 129 осіб (2020).

## Географія
Рівердейл розташований за координатами 33°33′50″ пн. ш. 84°24′39″ зх. д. / 33.56389° пн. ш. 84.41083° зх. д. (33.563863, -84.410965).  За даними Бюро перепису населення США в 2010 році місто мало площу 11,76 км², з яких 11,74 км² — суходіл та 0,03 км² — водойми.

## Демографія
Згідно з переписом 2010 року, у місті мешкали 15 134 особи в 5510 домогосподарствах у складі 3604 родин. Густота населення становила 1286 осіб/км².  Було 6210 помешкань (528/км²).
Расовий склад населення:
| - 80,0 % — чорних або афроамериканців - 8,0 % — білих - 6,8 % — азіатів - 0,3 % — корінних американців - 0,1 % — вихідців з тихоокеанських островів - 2,6 % — осіб інших рас |

До двох чи більше рас належало 2,2 %. Частка іспаномовних становила 6,0 % від усіх жителів.
За віковим діапазоном населення розподілялося таким чином: 29,4 % — особи молодші 18 років, 63,9 % — особи у віці 18—64 років, 6,7 % — особи у віці 65 років та старші. Медіана віку мешканця становила 32,3 року. На 100 осіб жіночої статі у місті припадало 89,2 чоловіків;  на 100 жінок у віці від 18 років та старших — 81,1 чоловіків також старших 18 років.
Середній дохід на одне домашнє господарство  становив 45 251 долар США (медіана — 34 158), а середній дохід на одну сім'ю — 50 232 долари (медіана — 41 288). Медіана доходів становила 40 136 доларів для чоловіків та 32 386 доларів для жінок. За межею бідності перебувало 29,5 % осіб, у тому числі 44,3 % дітей у віці до 18 років та 16,4 % осіб у віці 65 років та старших.
Цивільне працевлаштоване населення становило 6918 осіб. Основні галузі зайнятості: освіта, охорона здоров'я та соціальна допомога — 19,0 %, мистецтво, розваги та відпочинок — 11,7 %, транспорт — 11,4 %.